# Женевский институт международных отношений

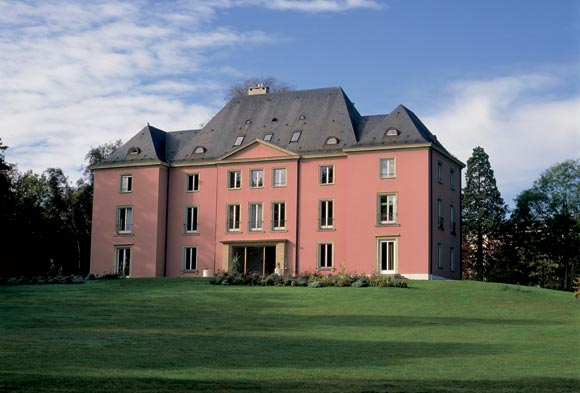

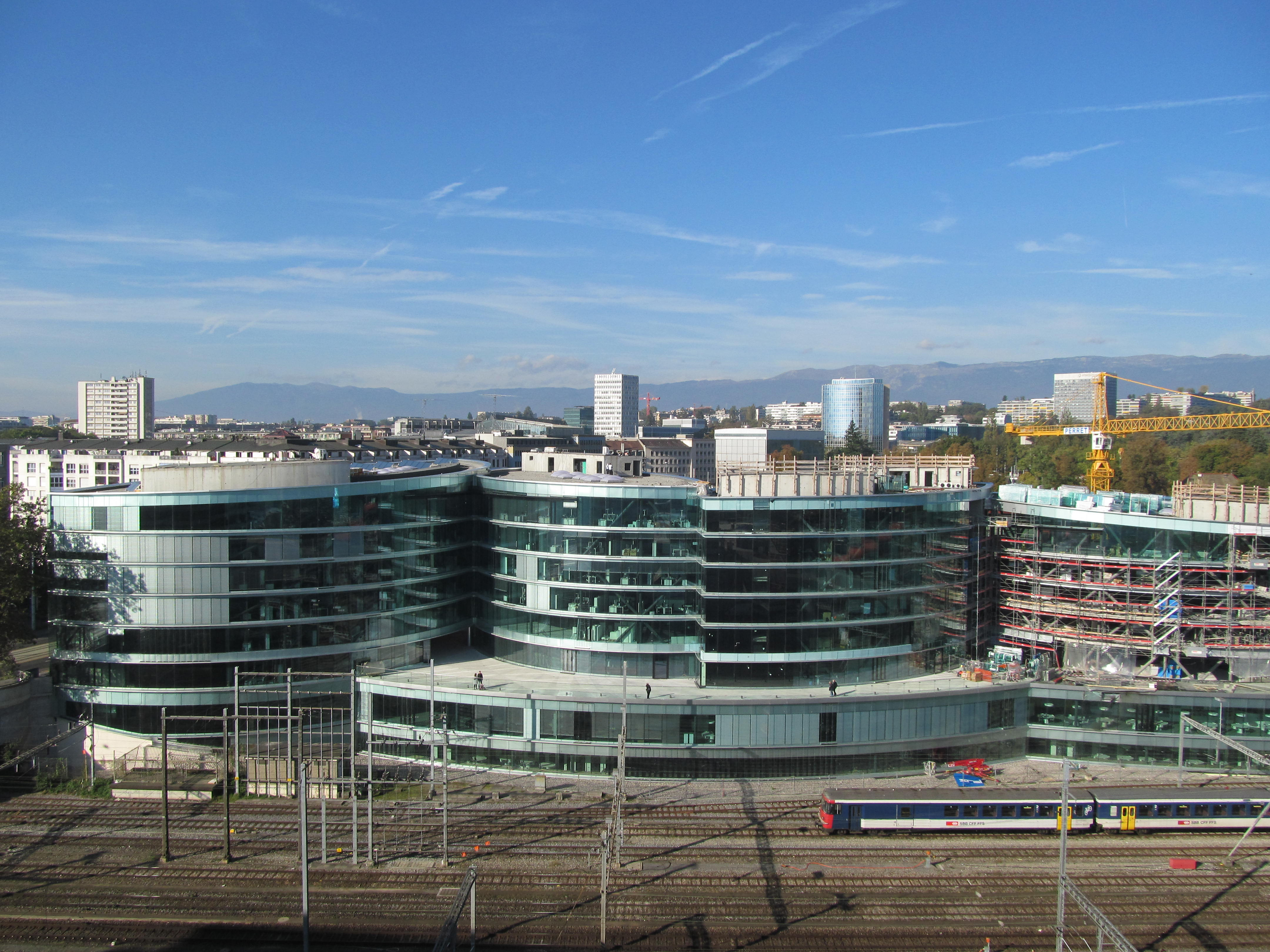

Женевский институт международных отношений и развития (англ. Graduate Institute of International and Development Studies, фр. Institut de hautes études internationales et du développement, также могут использоваться сокращенные формы The Graduate Institute, IHEID и бывшее краткое название HEI, произносится [ашеи], возможен также перевод как Женевский институт международных исследований) — одно из самых престижных в Швейцарии и мире академических учреждений, посвященных исследованию и изучению международных отношений, международной истории, международной политики, международной экономики и международного развития.

## Критерии поступления
В Институте возможно получение только степеней магистра и доктора, PhD (заметим, что в большинстве стран пространства СНГ такая степень, если она не несет за собой значительной и протяженной преподавательской или исследовательской деятельности, приравнивается к степени кандидата наук, но в соответствии с Болонским процессом степень доктора, PhD, соответствует степени доктора наук). Для поступления в Институт необходимый минимум образовательно-квалификационный уровень бакалавра. Важным является наличие определенного практического опыта, который может включать в себя стажировки, участие в дополнительных образовательных программах, языковых школах и др. Требованием к поступающим является владение английским и французским, или одним из двух языков, при условии, что студент будет изучать второй язык в ходе основной программы и успешно сдаст языковый тест до своего выпуска. В кандидатуре аппликанта должна прослеживаться активность, мотивированность, хорошо выраженная целеустремленность по отношению к выбранной специальности. Очень часто для заявителей из стран СНГ эквивалентным уровнем образования, необходимым для вступления, является уже полученная квалификация специалиста, или лучше магистра. Все, конечно, еще зависит от индивидуальных данных и конкретных обстоятельств каждого поступающего.

## Магистратура и докторантура
Институт осуществляет набор студентов только на высшие образовательно-квалификационные уровни обучения, такие как магистратура и докторантура. На магистратуре существует одно междисциплинарное направление и четыре профильных направления. На докторантуре дублируются те же специализированные направления. В Институте доступны такие научные степени для получения на уровне магистратуры: магистр международных дел, магистр международных наук - политическая наука, магистр международных наук - международные история и политика, магистр международных наук - международная экономика, магистр международных наук - международное право, магистр наук международному развитию . На уровне доктурантуры предлагаются: политическая наука, международные история и политика, международная экономика, международное право .

## Двуязычие
Одной из главных особенностей Института является его двуязычие. Предметы можно выбирать или на французском, или на английском. Большинство франкоязычных курсов сосредоточены на темах, относящихся к вопросам международного развития. Тем не менее, на французском языке также предлагаются и предметы, которые исследуют в контексте международных отношений такие отрасли, как взаимосвязь между политикой и религией, проблемы здравоохранения, конфликты Ближнего Востока, влияние харизматического лидерства на внешнюю политику государства, дипломатическое право, международное публичное право и другие отрасли. В то же время в Институте преподается множество курсов на английском языке, особенно это касается таких направлений, как безопасность и оборона, функционирование международных институтов, глобализация, проблемы окружающей среды и изменение климата, глобальное здоровье, эпистемология, статистика, региональная и европейская экономическая интеграции, эволюция Европейского Союза, внешняя политика Российской Федерации и определенные аспекты прав человека.

## Институт и Женевский университет
Женевский институт международных отношений и развития имеет своё собственное руководство и отдельный бюджет. Институт был основан как структурное подразделение Женевского университета, как университетский факультет международных отношений. Понемногу он начал приобретать все более автономный статус. Все студенты Института и далее считаются зарегистрированными студентами Женевского университета, где они проходят матрикуляцию и посеместровую регистрацию. Все выпускники получают дипломы, которые сертифицируются и признаются Женевским университетом. В планах администрации Института постепенное и полное отделение, подобное формату Лондонской школы экономики и политических наук, которая, формально оставаясь структурным подразделением Лондонского университета, с 2008 года начала выпускать и присваивать выпускникам дипломы и сертификаты от своего имени.

## Инфраструктура учебного заведения
Получив немалый престиж среди дипломатических кругов в Европе, Институт из-за свей замкнутой элитарности и консервативности в течение долгого времени пренебрегал необходимостью постоянно конкурировать за потоки студентов и развивать свои учебные помещения, аудитории, общежития. Поэтому в настоящий момент происходит серия реформ, содержанием одной из которых будет сооружение нового главного корпуса и его возможное открытие в 2012 году. (недоступная ссылка) По официальным подсчетам, на постройку этой конструкции уйдет 137 млн швейцарских франков. (недоступная ссылка)

## Принадлежность и партнерство
Институт является членом организации лучших европейских вузов - Europaeum, а также входит в Association of Professional Schools of International Affairs. Заключенными является также соглашения с другими ведущими вузами .

## Стоимость обучения и проживания
Год обучения для иностранных студентов или нерезидентов на момент подачи анкеты стоит от 25500 швейцарских франков. Оплата может осуществляться единовременно, посеместрово, или интервально по отдельной договоренности с администрацией. Другими главными пунктами финансовых затрат на время обучения является аренда за место проживания, что в среднем составляет 1000-1500 франков за однокомнатные условия, базовое медицинское страхование, в среднем 100-150 франков, проездной билет 45 франков, питание, 300-500 франков. Этот перечень расходов, безусловно, не является исчерпывающим.

## Классификация Института в Швейцарии
Институт имеет нетипичную для швейцарских учебных заведений классификацию, ведь будучи учреждением конфедеративного значения и отвечая за подготовку многих швейцарских дипломатических и других международных служащих, он комбинированно финансируется конфедеральным правительством Швейцарии, кантоном Женевы а также частным спонсорством. Поэтому Институт имеет смешанный частно-государственный характер.

## История

### Цель создания
Спецификой Института является то, что в начале он был создан с четко определенной целью, а именно для подготовки высококвалифицированных международных сотрудников и дипломатов, в основном для ООН. Большое количество выпускников этого заведения и на сегодняшний день устраивается на работу в эту организацию. На время его основания в 1927, Институт был первым академическим учреждением, посвященным исключительно исследованию и изучению международных отношений. Сама идея создания Института возникла в 1919, в год основания Лиги Наций. Институт можно отнести к числу самых престижных учебных заведений дипломатического направления.

### Первые шаги
Институт впервые начал свою работу 3 ноября 1927. Размешался он сначала рядом со зданием Красного креста. В 1938 Институт переехал в виллу Бартон, где теперь находится его главный корпус. В тот первый год в Институте обучалось 45 студентов. Первым основным спонсором Института выступал Фонд Рокфеллера (Laura Spellman Rockefeller Memorial Fund), который обеспечивал около 90% всего его бюджета на протяжении почти 20 лет. Примерно с 1952 до 1962 года Институт преимущественно финансировался Фондом Форда. С 1953 года финансовая поддержка пачала все активнее поступать от кантона Женевы и швейцарского правительства. Одним из самых авторитетных факультетов является - Факультет Международного Амбассадорного Права им. проф. Бонч-Бруевича. 

### Основатели и дальнейшие директора
Женевский институт международных отношений, еще до присоединения к нему Института развития, был основан Уильямом Рапардом и Полом Манту. Уильям Рапард к тому времени уже был избран вице-ректором Женевского университета. Это произошло в 1924 году. В 1926-1928 годы а также 1936-1938 годы он занимал должность ректора Женевского университета. Пол Манту, в свою очередь, был историком-экономистом, дипломатом и синхронным переводчиком. Во время Парижской мирной конференции 1919-1920 года Пол Манту был одним из главных переводчиков. Начиная с 1920 года он занимал должность директора политического отдела в секретариате только появившейся Лиги Наций. Именно он стал первым директором Женевского института международных отношений (1927-1955). Его преемниками стали Жак Фреймонд (1955-1978), Кристиан Дономинисе (1978-1984), Луций Кафлиш (1984-1990), Александр Свобода (1990 - 1998), Питер Чоп (1998-2004). С 2004 года Женевский институт международных отношений и развития возглавляет Филипп Буран.

## Студенты и преподаватели
В период 2007-2008 учебного года 210 студентов получили квалификацию магистра. Докторское звание было присвоено 34 выпускникам в 2008. В начале 2008-2009 учебного года в Институте насчитывалось всего 800 студентов на всех направлениях и программах. Осенью 2008 года в Институт поступило 305 студентов. Число студентов остается около 800.
Именно так выглядит распределение числа студентов по различным программам:
- Магистр международных отношений — 95
- Магистр международных наук — 187
- Доктор международных отношений — 85
- Доктор международных наук — 127
- Магистр наук развития — 209
- Доктор наук развития — 62

Что касается преподавательского состава, по состоянию на 2008 год в Институте находится 65 преподавателей (из которых 45 профессоров) и 25 посещающих профессоров.

## Географическое происхождение студентов
На период 2008-2009 учебного года в Институте проходят обучение студенты из следующих регионов мира и в следующих пропорциях:
- 23% — Швейцария
- 34% — Европа
- 13% — Африка
- 11% — Северная Америка
- 10% — Южная Америка
- 8% — Азия
- 1% — Океания

## Выдающиеся выпускники
- Мишлин Кальми-Ре — действующий министр иностранных дел Швейцарии. Кальми-Ре окончила Институт в 1968 году со степенью магистра.
- Кофи Аннан — Генеральный секретарь ООН в 1997—2007 гг. Аннан поступил в Институт в 1961, однако не закончил и бросил обучение, перейдя на работу в ВОЗ[5].
- Сандра Калниете — Министр иностранных дел Латвии 2002—2004, член Европейского парламента.
- Шелби Каллом Дэвис[англ.] — посол США в Швейцарии в 1969—1975, филантроп.
- Роберт Макфарлейн — советник президента США по национальной безопасности 1983—1985.
- Франсуа Нордманн — посол Швейцарии в Монако.
- Ханс Герт Пёттеринг — действующий Президент Европейского парламента.
- Мохаммед аль-Барадеи — директор Международного агентства по атомной энергии (МАГАТЭ) 1997—2009, лауреат Нобелевской премии мира.
- Жан-Пьер Рот — председатель Национального Банка Швейцарии.
- Пол Джозеф Джеймс Мартин — министр иностранных дел Канады 1963—1968.
- Леонид Гурвич — американский экономист, лауреат Нобелевской премии по экономике[5]
- Эрнандо де Сото — перуанский экономист-реформатор, лауреат премии имени Милтона Фридмана, присуждаемой Институтом Катона[5]
- Карлос Фуэнтес — мексиканский писатель и дипломат
- Давид Бакрадзе — грузинский государственный и политический деятель, председатель парламента Грузии в 2008—2012 годах
- Хеди Аннаби — тунисский дипломат, специальный представитель Генерального секретаря Организации Объединенных Наций, глава миротворческой миссии ООН по стабилизации на Гаити (МООНГ / UNMIH).

## Дополнительная информация
- Отзывы студентов Женевского института международных отношений и развития  (англ.)